# Exobasidiales
Exobasidiales es un orden de hongos en la clase Exobasidiomycetes. El orden contiene cuatro familias y un género, Cladosterigma, no asignado a ninguna familia.